# Albertus Antonie Nijland
Albertus Antonie Nijland (Utrecht, 30 oktober 1868 - Utrecht, 18 augustus 1936) was een Nederlands sterrenkundige. 
Nijland studeerde wis-, natuur- en sterrenkunde aan de Universiteit Utrecht. In 1895 werd hij benoemd tot observator van de Utrechtse Sterrenwacht Sonnenborgh. Nijland promoveerde in 1896 cum laude op het proefschrift Over een bijzondere soort van geheele functiën bij Willem Kapteyn. In 1897 promoveerde hij nogmaals cum laude op het proefschrift Uitmeting van den sterrehoop G. C. 4410, zoowel door rechtstreeksche waarneming, als op fotografische platen met als promotor J.A.C. Oudemans.

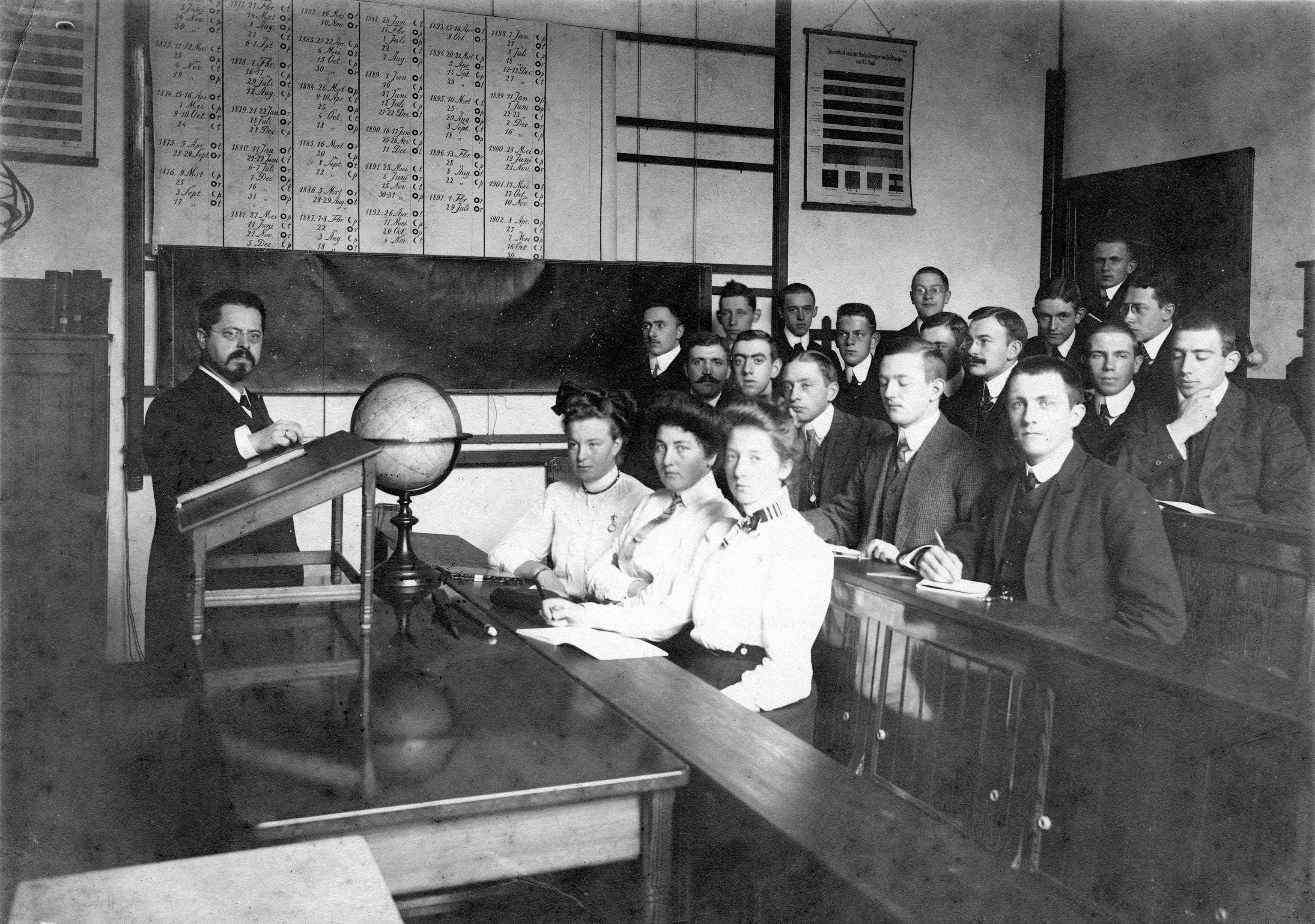
Nijland geeft college in Utrecht (1909)

Nijland werd in 1898 benoemd tot gewoon hoogleraar in de sterrenkunde en de waarschijnlijkheidsrekening en directeur van de Sterrenwacht in Utrecht. 
Hij was bekend door zijn waarnemingen van veranderlijke sterren. Hij stelde voor veranderlijke sterren in ieder sterrenbeeld 
te benoemen met een eenvoudig systeem, te beginnen met V1, V2 enz. Echter het systeem met twee letters, beginnend met RR was al in gebruik. Hierdoor werden veranderlijke sterren na QZ in Nijlands systeem benoemd, beginnend met V335.
In 1924 verscheen van zijn hand een populair boek over sterrenkunde, getiteld De bouw van het heelal.
Zijn verdiensten vonden erkenning in een eredoctoraat van de universiteit van St Andrews in 1911 en het lidmaatschap van de Koninklijke Nederlandse Akademie van Wetenschappen in 1923.
De krater Nijland op de Maan is naar hem genoemd. 
In de periode 1911-1912 was hij rector magnificus van de Universiteit van Utrecht.
Albertus Antonie Nijland is veelvuldig vermeld in De natuurkunde van 't vrije veld van professor M. G. J. Minnaert